# Naš avto
Naš avto je slovenski film iz leta 1962 v režiji Františka Čapa. Scenarij je napisal Čap po predlogi pisatelja Vitomila Zupana. Film, burka na temo avtomobila kot statusnega simbola, je tekom let pridobil status klasike. Kritiki in gledalci ga v času nastanka niso dobro sprejeli. Ob premiernem prikazovanju ga je videlo nekaj več kot 13.000 gledalcev.

## Vsebina
Piranski mladenič Pino Vrabec dobi časopisno nagrado za fotografijo. Pri lokalnem časopisu ga sprejmejo za fotoreporterja in Pino se odloči, da si bo z denarjem, ki ga bo dobil za nagrajeno fotografijo, kupil avto. Novica o nenadni sreči Vrabčevih se hitro razširi po Piranu. Poštar prinese nagrado, a namesto pričakovanega premoženja je v kuverti zgolj diploma. Posmeh sosedov Vrabčeve še bolj podžge k nakupu avta. Družina se odpelje v mesto in se pusti pretentati mešetarju, ki jim proda star in hrupen buick. Polomija vse družinske člane stane vedno več. Za plačilo popravil začno razprodajati stvari iz svojega stanovanja, Pino pa zaradi nenehne skrbi zanemarja svoje dekle. Naposled jih reši babica, ki se z avtom zaleti in ga uniči. Avto odpeljejo z oslom, Pino in njegova prijateljica pa sta spet srečna: odslej se vozita s kolesom.

## Teme
Naš avto je burkaška komedija, ki izreka kritiko nekaterih patoloških vidikov slovenske kulture v 20. stoletju. V referenčni Filmografiji slovenskega celovečernega filma so film označili za burko o avtomobilu kot statusnem simbolu. Zaradi osrednje teme filma, obsedenosti z banalnim objektom poželenja, je kritik Zdenko Vrdlovec Čapa označil za avtorja, ki je prehiteval čas, saj je patološki odnos do avtomobila pozneje postal pogost nacionalni pojav. Filmski kritiki in teoretiki so v njem videli tudi kritiko običajev in vedenja, ki so značilni za manjša slovenska mesta, zlasti tista, v katerih se prepletajo ruralne navade z urbano infrastrukturo. Čap v prizorih, ki so postavljeni na očarljivi trg v Piranu (danes Trg 1. maja), natančno prikaže kulturo mesteca, v katerem vsi vedo vse o vseh.
Filmski teoretik Peter Stanković je Naš avto označil za razmeroma temen film, v katerem je prisotna občutna socialna tesnobnost manjših mestec. Kljub duhovitim dialogom in posrečenim komičnim podobam, ki jih vzdržujejo zlasti sijajni igralci z Janezom Čukom in Dušanom Stefanovićem na čelu,  »... pod to lahkotno površino vseeno tli nekoliko trpko sporočilo o plehkosti človeške narave /.../ ljudi pri njihovem delovanju ne usmerja veliko drugega kot napuh, zavist, privoščljivost, samoljubje, nečimrnost ...« Stanković še dodaja, da se gledalci s takšnimi liki težko poistovetijo, kar je nemara pripomoglo k neuspešnosti filma v slovenskih kinodvoranah.

## Igralci
- Ruša Bojc kot ga. Vrabec
- Metka Bučar kot babica
- Janez Čuk kot Pino
- Milan Srdoč kot Vrabec
- Dušan Stefanović kot dedek
- Sonja Krajšek kot Maca
- Olga Bedjanič kot Jelka
- Dušan Puh kot Karli
- Janez Albreht kot natakar Frane
- Slavko Belak kot poštar
- Štefka Drolc kot Lučkina mati
- Manja Golec kot frizerka
- Julij Gustin kot nagi moški